# Gnomeskelus serratus
Gnomeskelus serratus är en mångfotingart som beskrevs av Karl Wilhelm Verhoeff 1939. Gnomeskelus serratus ingår i släktet Gnomeskelus och familjen Dalodesmidae. Inga underarter finns listade i Catalogue of Life.